# László Amade
László Amade baron de Várkony (n. 26 iulie 1703, Bős-d. 22 decembrie 1764, Felbár) a fost un aristocrat, scriitor și poet maghiar, fiul scriitorului Antal Amade.